# Ӎ
Ӎ, ӎ или М с опашка е буква от кирилицата. Обозначава беззвучната двубърнена носова съгласна /m̥/. При отразяване в Международната фонетична азбука, към буквата /m/ се прибавя диакритическият знак за беззвучност / ̥ /. Въпросният знак не трябва да се бърка с „долното мостче“ / ̪ /, използвано при разграничаване на зъбни от венечни и задвенечни съгласни. Използва се в килдинския саамски език, където е 19-а буква от азбуката. Буквата Ӎ произлиза от кирилското M, на което е добавена опашка.

## Кодове
| Буква  | Уникод |
| ------ | ------ |
| Главна | U+04CD |
| Малка  | U+04CE |

В други кодировки буквата Ӎ отсъства.